# Spinomantis brunae
Espèce
Synonymes
- Mantidactylus brunae Andreone, Glaw, Vences, Vallan, 1998

Statut de conservation UICN

 EN B1ab(iii) : En danger
Spinomantis brunae est une espèce d'amphibiens de la famille des Mantellidae.

## Répartition
Cette espèce est endémique de Madagascar. Elle se rencontre de 300 et 600 m d'altitude l'extrême Sud-Est de l'île dans les monts Anosy,.

## Description
Le spécimens mâle adulte observé lors de la description originale mesure 32,3 mm de longueur standard. Son dos varie entre le jaunâtre et le brun clair et présente une réticulation noirâtre.

## Étymologie
Franco Andreone, l'un des auteurs, a dédicacé cette espèce à sa propre mère, Bruna Cugnetto, pour son aide perpétuelle et pour son support enthousiaste.

## Publication originale
- Andreone, Glaw, Vences & Vallan, 1998 : A new Mantidactylus from south-eastern Madagascar, with a review of Mantidactylus peraccae (Ranidae: Mantellinae). Herpetological Journal, vol. 8, p. 149-159 (texte intégral).